# Илим (приток Ангары)
Или́м — река в России, в Иркутской области, правый приток Ангары. Длина реки — 589 км, площадь водосборного бассейна — 30,3 тысячи км².

## Этимология
Название реки связывают с якутским илим — «рыболовная сеть».

## География
Берёт начало на Лено-Ангарском плато, протекает по Среднесибирскому плоскогорью и впадает в Усть-Илимское водохранилище в 860 км от устья Ангары, вблизи плотины Усть-Илимской ГЭС. До строительства гидроэлектростанции, в 8 км от устья река пересекалась порогами в месте выхода траппов. Русло с порогами, протоками, островами.

## Гидрология
Питание смешанное снегодождевое — кроме весеннего паводка, имеют место дождевые летние паводки. Среднегодовой расход воды в 52 км от устья — 136,2 м³/с. Половодье в апреле — июне (39 % годового стока), летне-осенние паводки. Ледостав с октября по май, ледоход осенью около 22 дней, весной — 7 (заторы).
| Средний расход воды (м³/с) реки Илим по месяцам с 1936 по 1973 гг. (замеры производились на гидрологическом посту в 52 км от устья) |

## Населённые пункты
На реке расположены населённые пункты (от устья к истоку): Кедровый, Брусничный, Игирма, Березняки, Суворовский, Шестаково, Селезнёвский. Город Железногорск-Илимский находится в 16 км к востоку от реки.

## Притоки
Главные притоки: Коченга, Туба — справа; Чора, Чёрная, Иреек, Турига, Тола — слева.

## История
Бассейн реки обеспечивает кратчайший путь от реки Ангары в бассейн реки Лены, что активно использовалось в XVII—XIX веках. Так называемый Ленский волок проходил от Илима к притокам Лены — рекам Муке, Куте — и активно применялся для транспортных связей с Якутией. До заполнения водохранилища ГЭС в среднем течении реки располагался город Илимск, который после завершения строительства гидроэлектростанции был затоплен. Часть острога и другие исторически значимые сооружения были эвакуированы в Иркутск.
В честь реки в Москве названа улица Илимская (до 1965 года — Заводская).

## Хозяйственное использование
Судоходна в районе водохранилища на расстояние 299 км от устья, до заполнения Усть-Илимского водохранилища был возможен проход мелких судов на 213 км от Ангары. Лесосплав. В бассейне добыча железной руды (Коршуновский горно-обогатительный комбинат). Используется для водоснабжения.